# 옥류각
옥류각(玉溜閣)은 대전광역시 대덕구 비래동에 있는, 동춘당 송준길 선생의 제자와 문인들이 1693년(숙종 19)에 세운 누각이다. 1989년 3월 18일 대전광역시의 유형문화재 제7호로 지정되었다.

## 개요
동춘당 송준길(1606~1672) 선생이 강학하던 곳을 기념하여, 제월당 송규렴(霽月堂 宋奎濂, 1630~1709) 등 동춘당 송준길 선생의 제자와 문인들이 1693년(숙종 19)에 세운 누각이다. 옥류각이라는 명칭은 동춘당이 읊은 시 가운데 "골짜기에 물방울 지며 흘러내리는 옥 같은 물방울[層巖飛玉溜]에서 따온 이름으로 계곡의 아름다움을 따서 건물 이름으로 삼은 것이다.
앞면 3칸·옆면 2칸 규모이며 지붕은 옆면에서 볼 때 여덟 팔(八)자 모양을 한 팔작지붕이다. 계곡 사이의 바위를 의지하여 서로 다른 높이의 기둥을 세우고 마루를 짠 특이한 하부구조를 가지고 있다. 앞면이 계곡쪽으로 향하기 때문에 옆면으로 출입하도록 하였으며, 입구쪽부터 2칸은 마루, 1칸은 온돌방이다.
건물 위쪽에는 비래암이 있고, 왼쪽에는 ‘초연물외(超然物外)’를 새긴 바위가 있는데 선생이 직접 쓴 글씨로 알려져 있다. 건물의 ‘옥류각’현판은 곡운 김수증 선생의 글씨이다.

## 현지 안내문
조선 효종(孝宗) 때 대유학자였던 동춘당 송준길(同春堂 宋浚吉, 1606~1672) 선생을 기리기 위해 1693년(숙종 19)에 제월당 송규렴(霽月堂 宋奎濂, 1630~1709)이 중심이 되어 세운 누각(樓閣)이다.
옥류각은 계족산 자락에서 흘러내려온 골짜기를 가로질러 세웠는데 자연 경관을 해치지 않고 건물이 앉을 자리만 다듬고 건립하여 자연과 일체된 건축미를 보여준다.
옥류(玉溜)란 "골짜기에 옥(玉)같이 맑은 물이 흘러 내리고 있다"는 뜻으로 계곡의 아름다움을 따서 건물 이름으로 삼은 것이며, 옥류대신 수(水)자를 덧붙여 비래수각이라고도 불린다.
건물은 앞면 3칸, 옆면 2칸 규모에 팔작(八作)지붕을 올렸고, 2층 오른편에 들인 온돌방 아래로 계곡물이 흐르게 하여 풍치(風致)를 더 하여 주고 있으며, 지형적인 여건으로 인해 측면에서 출입하는 독특한 구조를 가지고 있다.
옥류각 앞쪽 큰 바위에는 동춘단 송준길 선생이 쓴 '초연물외(超然物外)'라는 글씨가 새겨져 있다.

## 사진

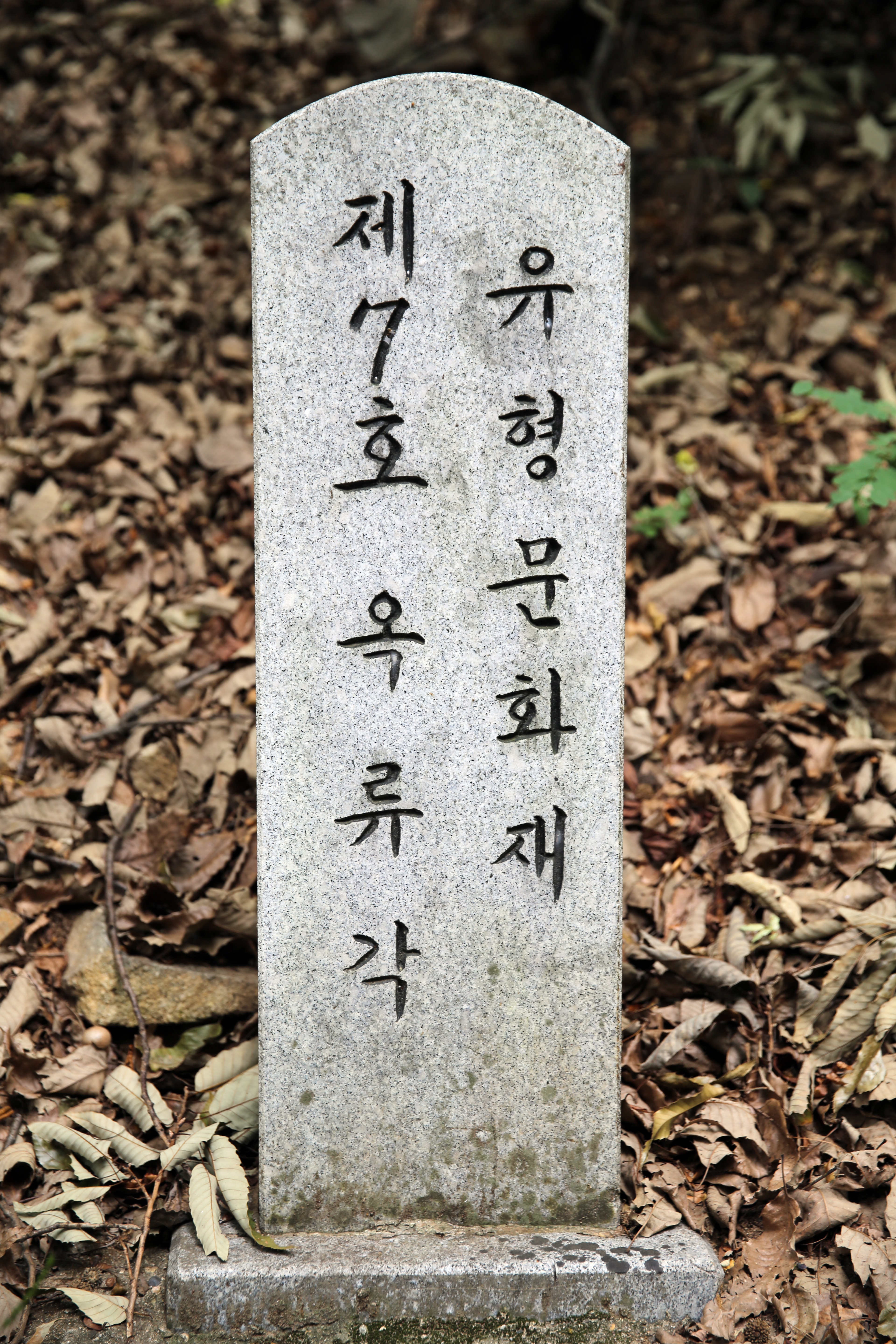
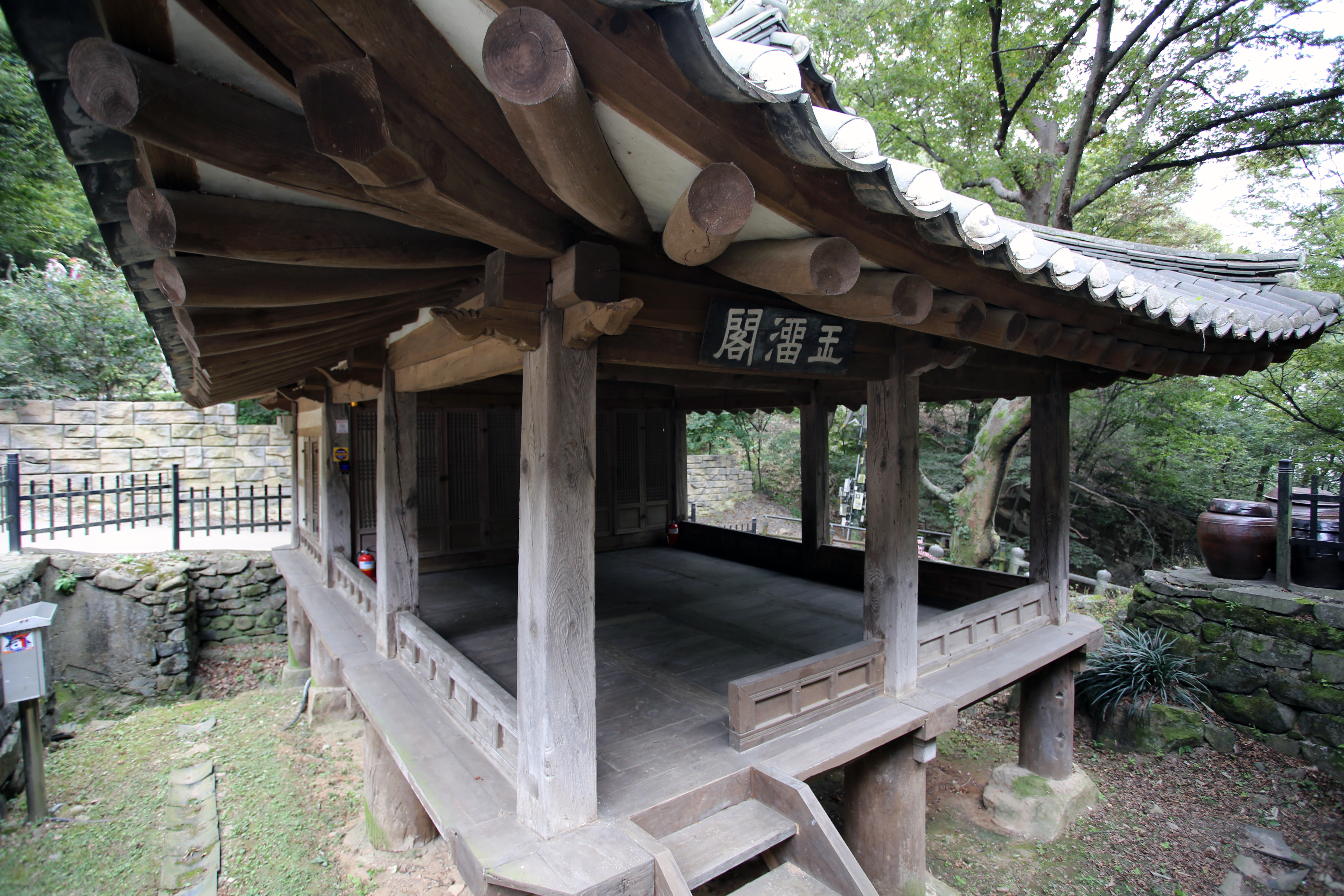
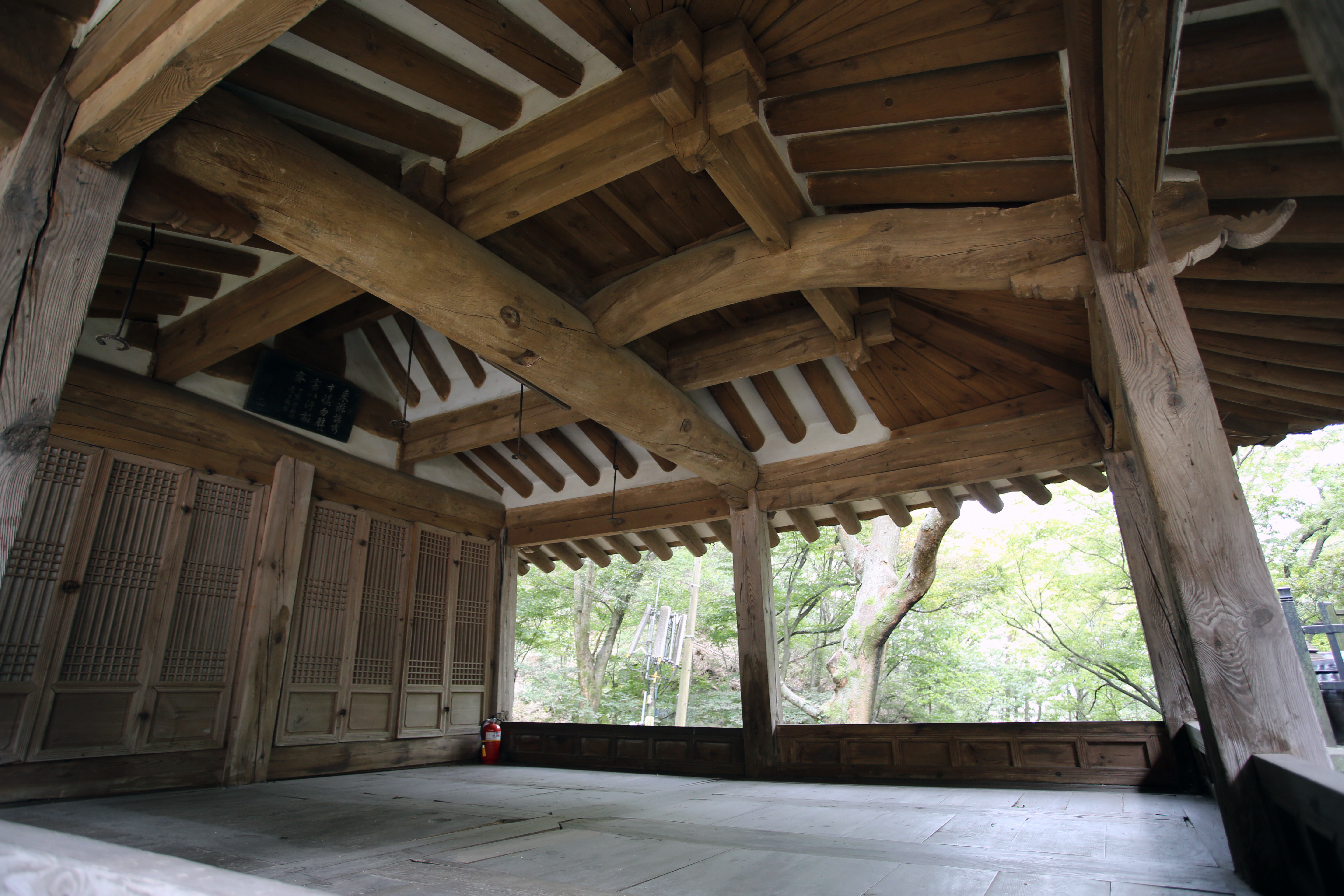
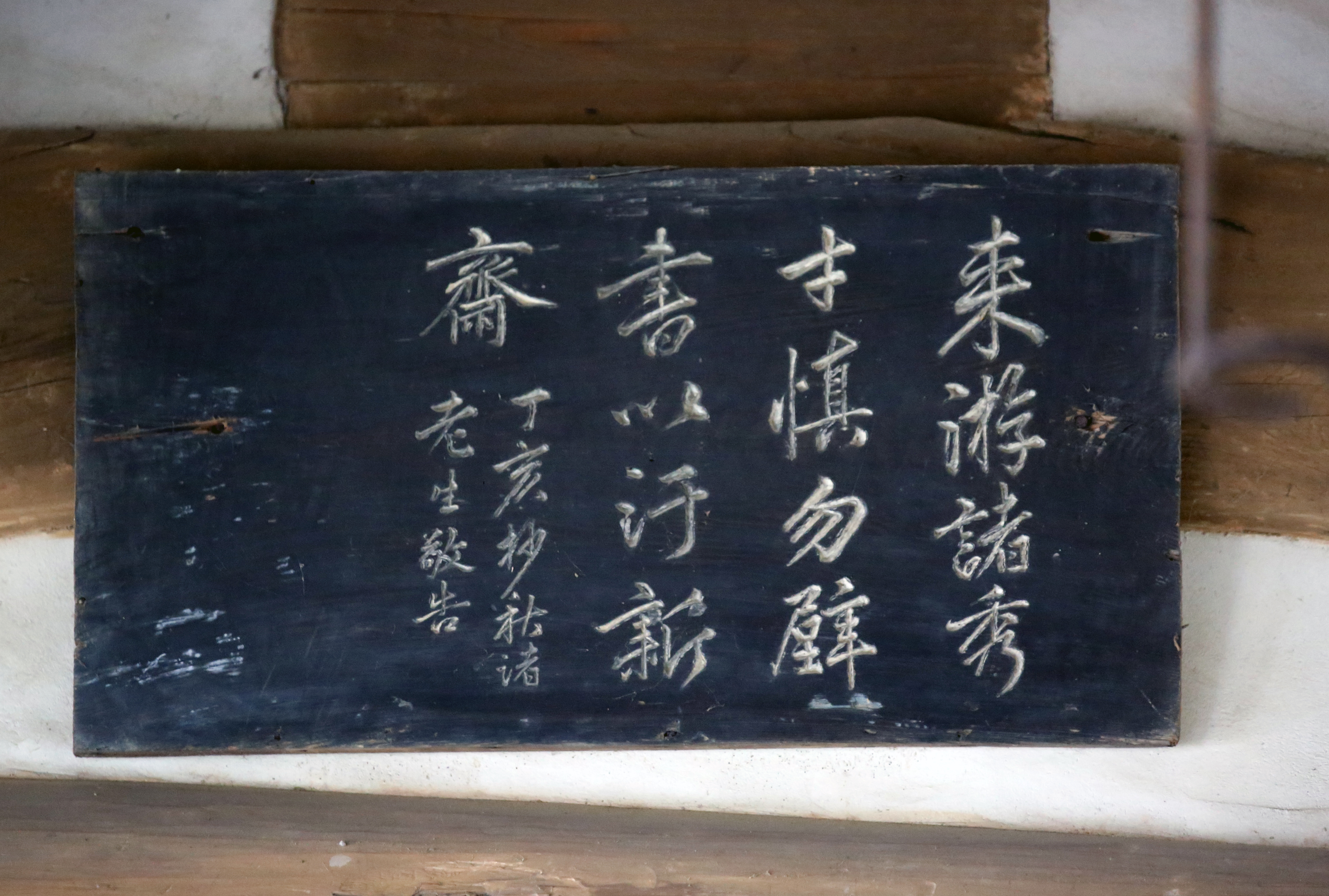

## 같이 보기
- 송준길
- 송규렴

## 참고 자료
- 옥류각 - 국가유산청 국가유산포털